# Obdulio Diano
Obdulio Diano (* 27. Oktober 1919 in Bernal; † 19. Februar 2007 in Mar del Plata) war ein argentinischer Fußballspieler. Der Torwart wurde chilenischer sowie argentinischer Meister sowie mit Argentinien 1947 Südamerikameister.

## Karriere

### Verein
Obdulio Diano, der bei Boca seinen Spitznamen Roto bekam, begann seine Karriere im Alter von 20 Jahren beim Argentino de Quilmes und wechselte 1940 nach Chile zu Santiago National Juventus. Nach nur einem Jahr ging er zum CSD Colo-Colo, bei dem er Landsmann Valentín Erazo als Stammtorwart ablöste. Mit den Albos gewann der Torwart die Meisterschaft 1941. Nach vier Jahren im Nachbarland und guten Leistungen kehrte Diano wieder nach Argentinien zu den Boca Juniors zurück. Dort gewann er die Meisterschaft 1944 und blieb lange Zeit beim Arbeiterverein aus dem Stadtteil La Boca der Hauptstadt. 1953 ging er für sein letztes Karrierejahr zu Liverpool Montevideo.

### Nationalmannschaft
Obdulio Diano absolvierte ein Länderspiel für Argentinien. Beim Campeonato Sudamericano 1947 stand der Torwart beim 2:0-Erfolg über Ecuador auf dem Feld. Die Albiceleste wurde mit sechs Siegen und einem Unentschieden Südamerikameister.

## Erfolge
Colo-Colo
- Chilenischer Meister: 1941

Boca Juniors
- Argentinischer Meister: 1944

Argentinien
- Südamerikameister: 1947